# Ailes d'époque du Canada

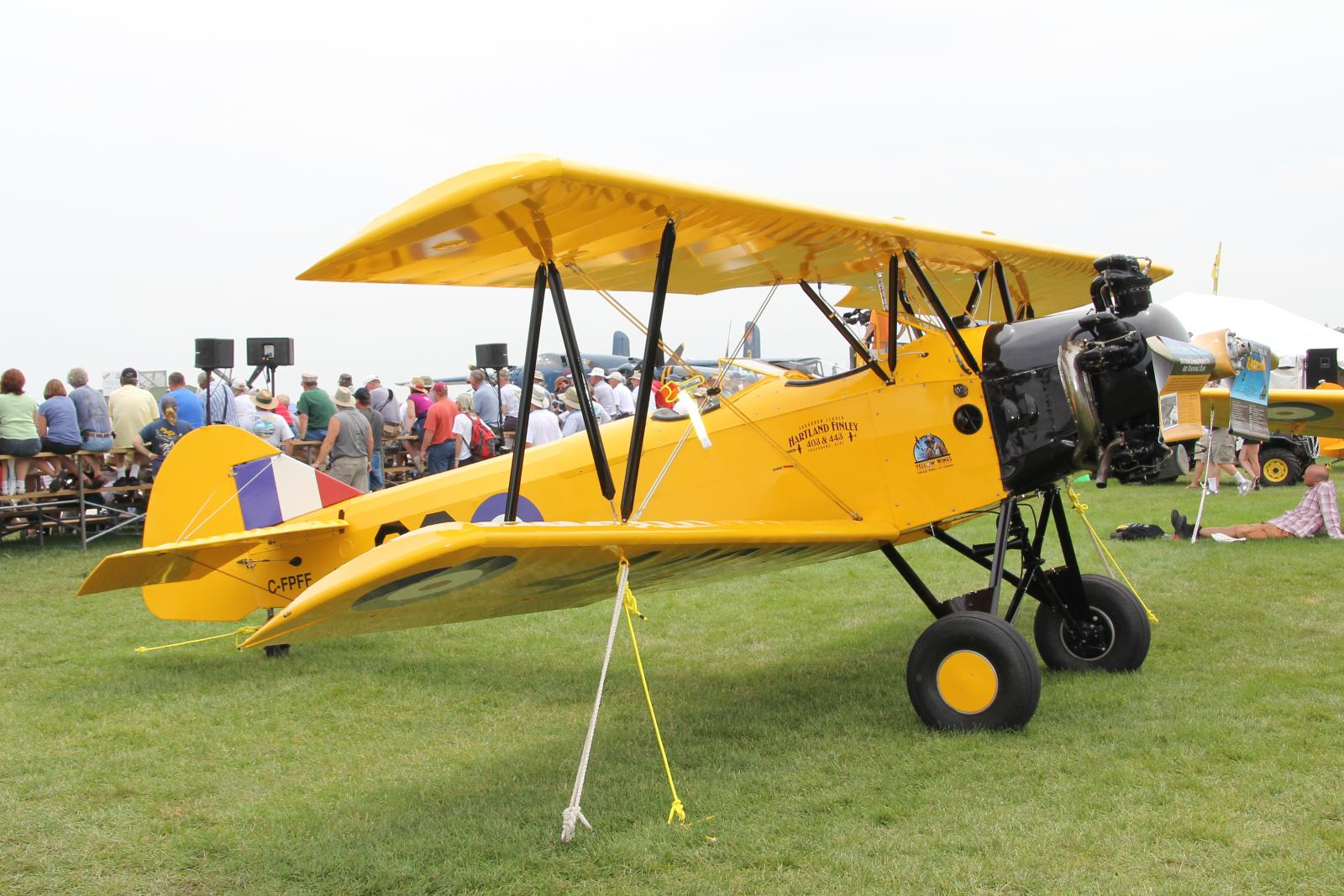
Fleet Finch

Ailes d'époque du Canada, ou Vintage Wings of Canada en anglais, est un musée de l'aviation situé à l'aéroport exécutif Gatineau-Ottawa, au Québec.

## Historique
Fondé en 2006 par l'ancien président-directeur-général de Cognos et philanthrope Michael U. Potter, le musée a le statut de fondation privée à but non lucratif. Le musée possède une collection d'avions anciens en état de voler, qui participent régulièrement à des meetings aériens.
Après une pause de deux ans, Les Ailes d’époque du Canada ramène dans le ciel le spectacle aérien Gatineau en vol à l'aéroport exécutif de Gatineau au mois de juin 2016.
L'équipe de pilotes recrutés par l'organisation est constituée de pilotes professionnels issus de différents milieux, qui œuvrent à titre bénévole.

## Mission
« Acquérir, restaurer, conserver et piloter des avions classiques importantes dans l'histoire des débuts du vol motorisé. Notre objectif est d'inspirer et d'éduquer les générations futures à propos de l'importance historique de notre patrimoine aéronautique et de démontrer que ces appareils sont plus que de simples véhicules faits de métal, tissu ou bois. Nous cherchons à garder les âmes de ces avions en vie à travers le grondement des moteurs, l'odeur du cuir, du glycol et de l'huile, ainsi que les rires de leurs pilotes lorsqu'ils valsent avec eux dans leur élément naturel, les cieux au-dessus du Canada,. »

## Hangar et aménagement
La collection des Ailes d'époque du Canada est logée dans un hangar de 7 000 m2 de superficie spécialement construit à cet effet, aménagé avec des aires complètes d'entretien et de restauration, une bibliothèque, une boutique et des bureaux. Le hangar est ouvert au public de 8 h à 16 h, du lundi au samedi. Il est possible de faire une visite guidée des lieux sur réservation.
De conception typique des années 1930, il a été construit en 2006. Il comprend des composantes modernes comme un système de chauffage complet avec un plancher chauffant, une protection anti-incendie à la fine pointe et autant de fenêtres que possible afin de permettre de voir la collection à la lumière naturelle. À noter, la construction en treillis d'acier et le plafond en bois constitué d'environ 27 117 pièces de 2×4 tournées sur les rebords.

## Avions
La collection des Ailes d'époque du Canada comprend principalement des avions d'entrainement et des chasseurs alliés de la Seconde Guerre Mondiale.
Tous les avions portent un panneau de dédicace de chaque côté du fuselage représentant un aviateur canadien ayant piloté ce type d'appareil. Ce panneau comprend le nom du pilote honoré ainsi que des informations descriptives comme le nom de l'escadron, le surnom du pilote, sa ville d'origine, le lieu de sa mort au combat, etc. Ces panneaux permettent aux pilotes et aux guides de visite de raconter l'histoire spécifique de ces hommes aux visiteurs et aux spectateurs.
- Canadair Sabre Mk 5 peint aux couleurs des Golden Hawks
- Canadian Car and Foundry Hurricane Mk XII (En cours de restauration, avril 2016)
- Curtis P-40 Kittyhawk
- de Havilland Canada DHC-2 Beaver (Vendu au printemps 2013)
- de Havilland Fox Moth (Vendu en 2011, mais prêté à la collection)
- Beechcraft D17S Staggerwing (Vendu en 2011)
- Fairchild Cornell (Reconstruit après un atterrissage d'urgence en 2013[7])
- Fairey Swordfish Mk III
- Fleet Finch
- Goodyear FG-1C Corsair
- Hawker Fury Mk II K8304
- Hawker Hurricane Mk IV
- North American Harvard
- North American P-51 Mustang Mark IV
- Supermarine Spitfire Mk XVI
- Supermarine Spitfire Mk IX (En cours de restauration, avril 2016. Premier vol prévu pour 2017)
- Waco Taperwing ATO (Vendu en 2011)
- Westland Lysander Mk IIIA
- de Havilland Canada DHC-1 Chipmunk (Prêté à la collection depuis juillet 2012)

## Incidents
- 2009 : Écrasement du Tiger Moth des Ailes d'Époque, lors du décollage[8].
- 2013 : Atterrissage d'urgence du Cornell, à Val-des-Monts[7],
- 2013 : Écrasement du Boeing PT-27 Stearman des Ailes d'Époque, lors du décollage à Brandon (Manitoba)[9].